# Bambi (álbum de Baekhyun)
Bambi é o terceiro extended play em coreano (a quarta no total) do cantor sul-coreano Baekhyun. Foi lançado em 30 de março de 2021, pela SM Entertainment. O álbum traz seis faixas, incluindo dois singles. "Amusement Park" foi lançado em 21 de dezembro de 2020, seguido pela faixa-título "Bambi" em 30 de março de 2021.

## Histórico
Bambi foi anunciado em 4 de março de 2021, como a liberação final de Baekhyun antes de seu serviço militar obrigatório. A SM Entertainment começou a lançar teasers e um vídeo de amostra de humor em 10 de março por meio das contas oficiais do EXO nas redes sociais.
O álbum e o videoclipe da faixa-título foram lançados em 30 de março às 18h KST, tanto digital quanto fisicamente.

## Promoção
Uma hora antes do videoclipe e do lançamento do álbum, Baekhyun apareceu em uma transmissão ao vivo através do aplicativo Naver V Live, onde ele promoveu e discutiu o álbum. Em 9 de abril, Baekhyun ganhou seu primeiro troféu do Music Bank com "Bambi". Ao contrário dos lançamentos de seus álbuns anteriores, Baekhyun não compareceu ou se apresentou em nenhum show musical coreano.

## Desempenho comercial
Em 30 de março, horas antes de seu lançamento, foi relatado que a pré-encomenda de vendas de Bambi ultrapassaram 833.392, que é seu maior recorde, tornando-o o álbum mais pré-encomendado por um solista na história da Coreia.. O recorde foi anteriormente detido por seu segundo mini-álbum "Delight". Pouco depois de seu lançamento, o álbum começou a reivindicar a posição de número #1 do iTunes em 60 países no total, ao mesmo tempo em que conquistou várias paradas de álbuns nacionais. Bambi estreou em primeiro lugar no Gaon Album Chart na semana de 3 de abril de 2021, tornando-se seu quarto lugar no topo das paradas. Eventualmente, tornou-se o álbum mais vendido de março de 2021 no Gaon Album Chart com um total de 591.944 vendas, apesar de ter apenas dois dias de lançamento.
Em 19 de abril, foi anunciado que o álbum ultrapassou 1 milhão de vendas, tornando-se o segundo álbum de Baekhyun a atingir esse marco após Delight.
O álbum também alcançou sucesso internacional, estreando no #15 lugar na Billboard World Album Chart. Na China, Bambi atingiu um volume de vendas de 1 milhão de Yuan no QQ Music em aproximadamente 1 hora após o lançamento, tornando Baekhyun o primeiro cantor coreano a receber uma certificação Double Platinum em 2021.

## Lista de músicas
| N.º            | Título                      | Letras                                                                           | Música                                                                                     | Arranjo                    | Duração |  |
| 1.             | "Love Scene"                | Colde (WAVY)                                                                     | Colde (WAVY) Stally (WAVY)                                                                 | Colde (WAVY) Stally (WAVY) | 3:37    |  |
| 2.             | "Bambi"                     | Deez (Soultriii) Saay ( EvoL )                                                   | Deez (Soultriii) Yunsu (Soultriii) Saay (EvoL) Adrian McKinnon                             | Soultriii                  | 3:33    |  |
| 3.             | "All I Got"                 | Kenzie                                                                           | Tone Stith                                                                                 | Tone Stith                 | 4:00    |  |
| 4.             | "Amusement Park (놀이공원)" | iHwak Jeon Byung-sun (Royal Dive) (Joombas) Hong Young-in (Royal Dive) (Joombas) | Hwak Jeon Byung-sun (Royal Dive) (Joombas) Hong Young-in (Royal Dive) (Joombas) $aimon     | iHwak Royal Dive (Joombas) | 4:17    |  |
| 5.             | "Privacy"                   | Jane (Channel 23)                                                                | Junny (Mauve Company) Aisle (Channel 23) Zayson Brian Cho Emoji (3rdflr) Jane (Channel 23) | Brian Cho Zayson           | 3:07    |  |
| 6.             | "Cry for Love"              | Kenzie                                                                           | Stephan Benson (Misunderstood) Greg Bonnick Hayden Chapman                                 | LDN Noise                  | 3:31    |  |
| Duração total: | Duração total:              | Duração total:                                                                   | Duração total:                                                                             | Duração total:             | 22:03   |  |

## Gráfico
| Chart (2021)               | Melhor Posição |
| -------------------------- | -------------- |
| Japanese Albums (Oricon)   | 8              |
| South Korean Albums (Gaon) | 1              |
| UK Digital Album (OCC)     | 34             |

## Vendas
| Região        | Vendas    |
| ------------- | --------- |
| Coreia do Sul | 1.197.382 |
| China         | 468.134   |

## Histórico de lançamento
| Região | Data                | Formato                       | Gravadora        | Ref.   |
| ------ | ------------------- | ----------------------------- | ---------------- | ------ |
| Vários | 30 de março de 2021 | CD digital download streaming | SM Entertainment | [ 15 ] |